# 明天記得愛上我
《明天記得愛上我》，是2013年發行的一部台灣電影，由陳駿霖擔任編劇及導演，主要演員有任賢齊、柯宇綸、范曉萱、夏于喬、石錦航、黃嘉樂、李維維、藍鈞天及李海宇。

## 劇情
阿鳳（范曉萱飾）與偉中（任賢齊飾）是青梅竹馬，到了適婚年齡，在大家祝福下步入禮堂，然後生了個兒子，一家三口看似幸福美滿。直到有一天，阿鳳驚覺偉中的反常，開始害怕睡一覺醒來他已不在身旁，感覺現在擁有的一切都漸漸消逝。此時，情同姊妹的偉中妹妹Mandy（夏于喬飾）出了狀況，辦完訂婚後成為落跑新娘！Mandy對婚姻突然徬徨不安，和未婚夫三三（石頭飾）逛了一趟大賣場就領悟真愛不該如此平庸……偉中巧遇俊俏空中少爺 Thomas ( 黃嘉樂飾 )，引發出內心深處對性取向的抉擇

## 主要演員
- 任賢齊 飾 偉中
- 范曉萱 飾 阿鳳
- 石錦航 飾 三三
- 夏于喬 飾 Mandy
- 黃嘉樂 飾 Thomas
- 柯宇綸 飾 Stephen（張添財）
- 李維維 飾 許佳真
- 藍鈞天 飾 大誠
- 李佩甄 飾 慧琳
- 楊文文 飾 小宜
- 葉星辰 飾 咪咪
- 高玉珊 飾 阿鳳的媽媽
- 張少懷 飾 Simon
- 李海宇 飾 俊（韓劇男主角）
- 高聖熙 飾 敏英（韓劇女主角）

## 幕後
- 燈光：陳冠廷
- 美術：黃美清
- 聲音：鄭旭志
- 造型：魏湘容
- 髮型：郭維荻

## 外部連結
- 官方網站 （页面存档备份，存于）
- 明天記得愛上我 Will You Still Love Me Tomorrow?的Facebook專頁
- 明天記得愛上我-偶像劇場 （页面存档备份，存于）
- 《明天記得愛上我[]》在香港雅虎的電影頁面（繁體中文）
- Yahoo奇摩電影上《明天記得愛上我》的資料（繁體中文）
- 開眼電影網上《明天記得愛上我》的資料（繁體中文）
- 香港影庫上《明天記得愛上我》的資料（繁體中文）
- 时光网上《明天記得愛上我》的資料（简体中文）
- 豆瓣电影上《明天記得愛上我》的資料 （简体中文）
- 爛番茄上《明天記得愛上我》的資料（英文）
- AllMovie上《明天記得愛上我》的资料（英文）
- 互联网电影数据库（IMDb）上《明天記得愛上我》的资料（英文）